# Jana Escribano
Jana Escribano (Navarra, 3 de diciembre de 1943) es una presentadora de televisión.

## Biografía
Nacida en Olazagutía, provincia de Navarra, es hija de profesores y estudió Derecho en Valencia hasta que la televisión se cruzó en su trayectoria, dejando la asignatura de derecho mercantil sin cursar. 

## Trayectoria

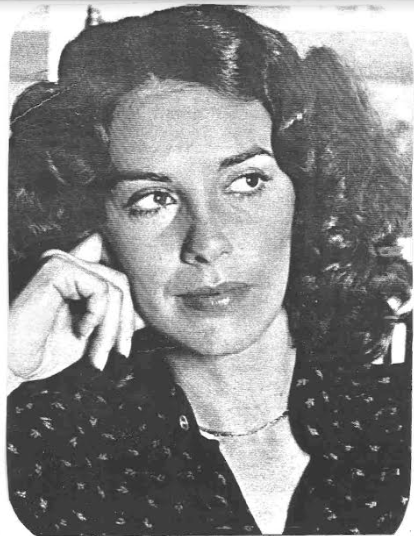
Jana Escribano en foto de archivo

Desarrolló su labor profesional en Televisión Española, fundamentalmente a lo largo de la década de los años 70. Su rostro se hizo popular como una de las presentadoras de continuidad, que informaban a los telespectadores de la programación que se emitiría en las siguientes horas.
También se dedicó a la presentación de programas, sobre todo informativos y magazines, poniéndose al frente de las cámaras para presentar programas como el espacio religioso Ojos nuevos (1970), el divulgativo Así fue... (1974), Revistero (1975, donde compartía plató con Tico Medina), Hoy por hoy (1976), Hora 15 (1977, junto a Manuel Martín Ferrand), la primera etapa de 300 millones en 1977, el magazín vespertino Etcétera también en 1977, Gaceta cultural en 1979 o los informativos Siete días entre 1980 y 1981 y Esta semana (1983). 
En los últimos años de actividad profesional desarrolló su labor en TVE Internacional.
| Predecesora: Victoria Prego | Presentadora de Telediario 1981 | Sucesora: Ana Rosa Quintana |